# Laestrygones setosus
Laestrygones setosus là một loài nhện trong họ Toxopidae.
Loài này thuộc chi Laestrygones. Laestrygones setosus được miêu tả năm 1969 bởi Hickman.